# Jūratė Zailskienė

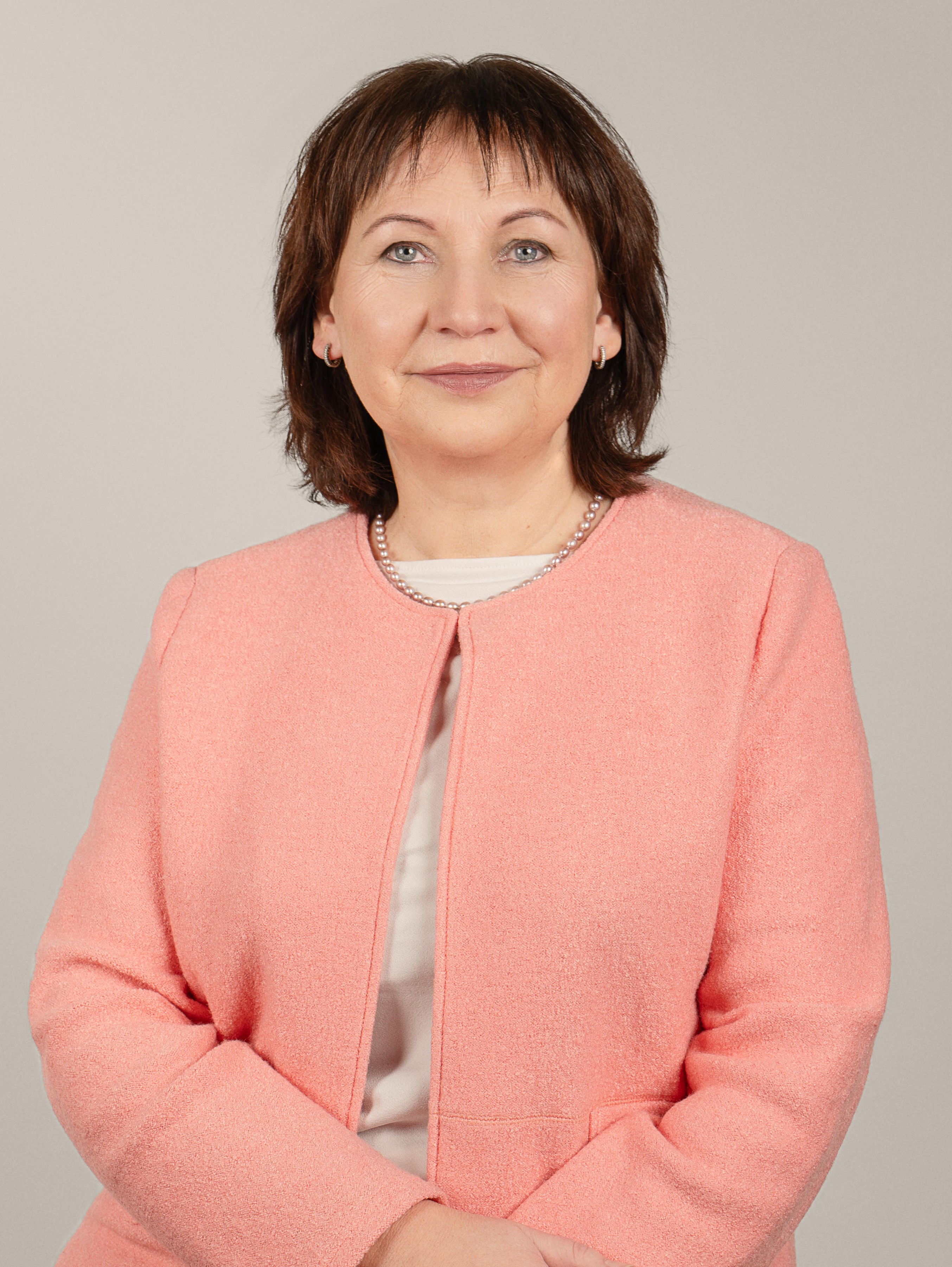
Jūratė Zailskienė

Jūratė Zailskienė (*  6. Dezember 1965 in Utena) ist eine litauische Journalistin und linke Politikerin, seit November 2024 Mitglied des Seimas, ehemalige Vizebürgermeisterin der Rajongemeinde Prienai.

## Leben
Nach dem Abitur an der Mittelschule absolvierte Jūratė Zailskienė 1989 das Diplomstudium der Geschichte und Sozialkunde an der Universität Vilnius in der litauischen Hauptstadt Vilnius und wurde Geschichte-Lehrerin sowie Historikerin. Von 1989 bis 1994 war sie Lehrerin in der Mittelschule Birštonas und von 1995 bis 1996 in der Hauptschule Nemajūnai der Gemeinde Birštonas. Von 1997 bis 2015 arbeitete sie als Journalistin und Redakteurin bei UAB „Vingis“, „Pienių pieva“, „Ekspress leidyba“ und „Presa“. Von 2014 bis 2024 leitete sie die Anstalt VšĮ „Su pliusu“. Von 2015 bis 2019 war sie Beraterin des Bürgermeisters. Von 2019 bis 2023 leitete sie als Direktorin die Gemeindeverwaltung von Prienai und von 2023 bis 2024 war Vizebürgermeisterin der Rajongemeinde Prienai. In der Parlamentswahl in Litauen 2024 wurde sie in den 14. Seimas ausgewählt.
Seit 2012 ist sie Mitglied von LSDP.
Sie ist verheiratet.